# Shakardara (huyện)
Shakardara là một huyện thuộc tỉnh Kabul, Afghanistan. Dân số thời điểm năm 1999 là 80,281 người.